# Pietro del Monte
Pietro del Monte foi o italiano que sucedeu a La Vallette como grão-mestre da Ordem de São João entre 1568 e 1572.